# Audaux
Audaux [odos] (Audaus en gascon béarnais) est une commune française, située dans le département des Pyrénées-Atlantiques en région Nouvelle-Aquitaine.

## Géographie

### Localisation
La commune d'Audaux se trouve dans le département des Pyrénées-Atlantiques, en région Nouvelle-Aquitaine.
Elle se situe à 46 km par la route de Pau, préfecture du département, à 27 km d'Oloron-Sainte-Marie, sous-préfecture, et à 20 km de Mourenx, bureau centralisateur du canton du Cœur de Béarn dont dépend la commune depuis 2015 pour les élections départementales.
La commune fait en outre partie du bassin de vie de Navarrenx.
Les communes les plus proches sont : 
Viellenave-de-Navarrenx (1,0 km), Bugnein (1,0 km), Araux (1,4 km), Bastanès (2,1 km), Araujuzon (2,2 km), Ossenx (2,5 km), Castetbon (3,0 km), Méritein (3,4 km).
Sur le plan historique et culturel, Audaux fait partie de la province du Béarn, qui fut également un État et qui présente une unité historique et culturelle à laquelle s’oppose une diversité frappante de paysages au relief tourmenté.

### Communes limitrophes
Les communes limitrophes sont Ossenx, Araujuzon, Araux, Bugnein, Castetbon, Loubieng et Viellenave-de-Navarrenx.
|                  | Castetbon               | Loubieng, Sauvelade (par un quadripoint) |
| Ossenx           | Audaux                  | Bugnein                                  |
| Araujuzon, Araux | Viellenave-de-Navarrenx |                                          |

### Hydrographie

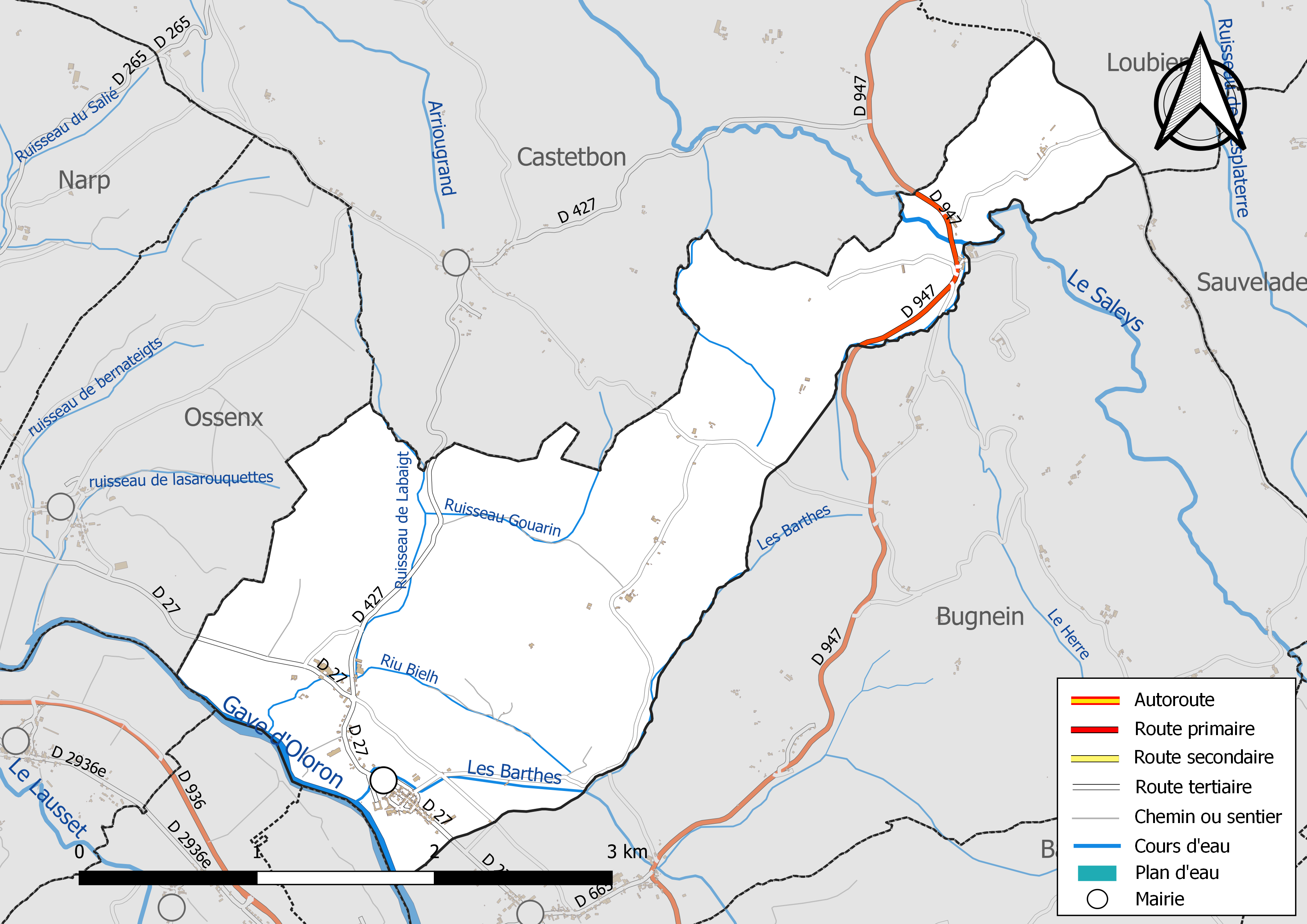
Réseaux hydrographique et routier d'Audaux.

La commune est drainée par le gave d'Oloron, le Saleys, Les Barthes, le Herré, Les Barthes, Riu Bielh, le ruisseau de Labaigt, le ruisseau Gouarin, et par divers petits cours d'eau, constituant un réseau hydrographique de 12 km de longueur totale,.
Le gave d'Oloron, d'une longueur totale de 148,8 km, prend sa source dans la commune de Laruns et s'écoule vers le nord-ouest. Il traverse la commune et se jette dans le gave de Pau à Sorde-l'Abbaye, après avoir traversé 64 communes.
Le Saleys, d'une longueur totale de 48,7 km, prend sa source dans la commune d'Ogenne-Camptort et s'écoule du sud-est vers le nord-ouest. Il traverse la commune et se jette dans le gave d'Oloron à Carresse-Cassaber, après avoir traversé 13 communes.

### Climat
Pour des articles plus généraux, voir Climat de la Nouvelle-Aquitaine et Climat des Pyrénées-Atlantiques.
Historiquement, la commune est dans une zone de transition entre les climats océaniques aquitain et basque.  
En 2020, Météo-France publie une typologie des climats de la France métropolitaine dans laquelle la commune est exposée à un climat de montagne et est dans la région climatique Pyrénées atlantiques, caractérisée par une pluviométrie élevée (>1 200 mm/an) en toutes saisons, des hivers très doux (7,5 °C en plaine) et des vents faibles.
Pour la période 1971-2000, la température annuelle moyenne est de 13,7 °C, avec une amplitude thermique annuelle de 13,7 °C. Le cumul annuel moyen de précipitations est de 1 274 mm, avec 11,8 jours de précipitations en janvier et 8,2 jours en juillet. Pour la période 1991-2020, la température moyenne annuelle observée sur la station météorologique la plus proche, située sur la commune de Saint-Gladie-Arrive-Munein à 11,61 km à vol d'oiseau, est de 14,3 °C et le cumul annuel moyen de précipitations est de 1 323,1 mm,. Pour l'avenir, les paramètres climatiques de la commune estimés pour 2050 selon différents scénarios d’émission de gaz à effet de serre sont consultables sur un site dédié publié par Météo-France en novembre 2022.

### Milieux naturels et biodiversité

#### Réseau Natura 2000
Le réseau Natura 2000 est un réseau écologique européen de sites naturels d'intérêt écologique élaboré à partir des Directives « Habitats » et « Oiseaux », constitué de zones spéciales de conservation (ZSC) et de zones de protection spéciale (ZPS).
Un site Natura 2000 a été défini sur la commune au titre de la « directive Habitats » : « le gave d'Oloron (cours d'eau) et marais de Labastide-Villefranche », d'une superficie de 2 547 ha, une rivière à saumon et écrevisse à pattes blanches,.

#### Zones naturelles d'intérêt écologique, faunistique et floristique
L’inventaire des zones naturelles d'intérêt écologique, faunistique et floristique (ZNIEFF) a pour objectif de réaliser une couverture des zones les plus intéressantes sur le plan écologique, essentiellement dans la perspective d’améliorer la connaissance du patrimoine naturel national et de fournir aux différents décideurs un outil d’aide à la prise en compte de l’environnement dans l’aménagement du territoire.
Une ZNIEFF de type 2 est recensée sur la commune, : 
le « réseau hydrographique du gave d'Oloron et de ses affluents » (6 885,32 ha), couvrant 114 communes dont 2 dans les Landes et 112 dans les Pyrénées-Atlantiques.

## Urbanisme

### Typologie
Au 1er janvier 2024, Audaux est catégorisée commune rurale à habitat très dispersé, selon la nouvelle grille communale de densité à sept niveaux définie par l'Insee en 2022.
Elle est située hors unité urbaine et hors attraction des villes,.

### Occupation des sols

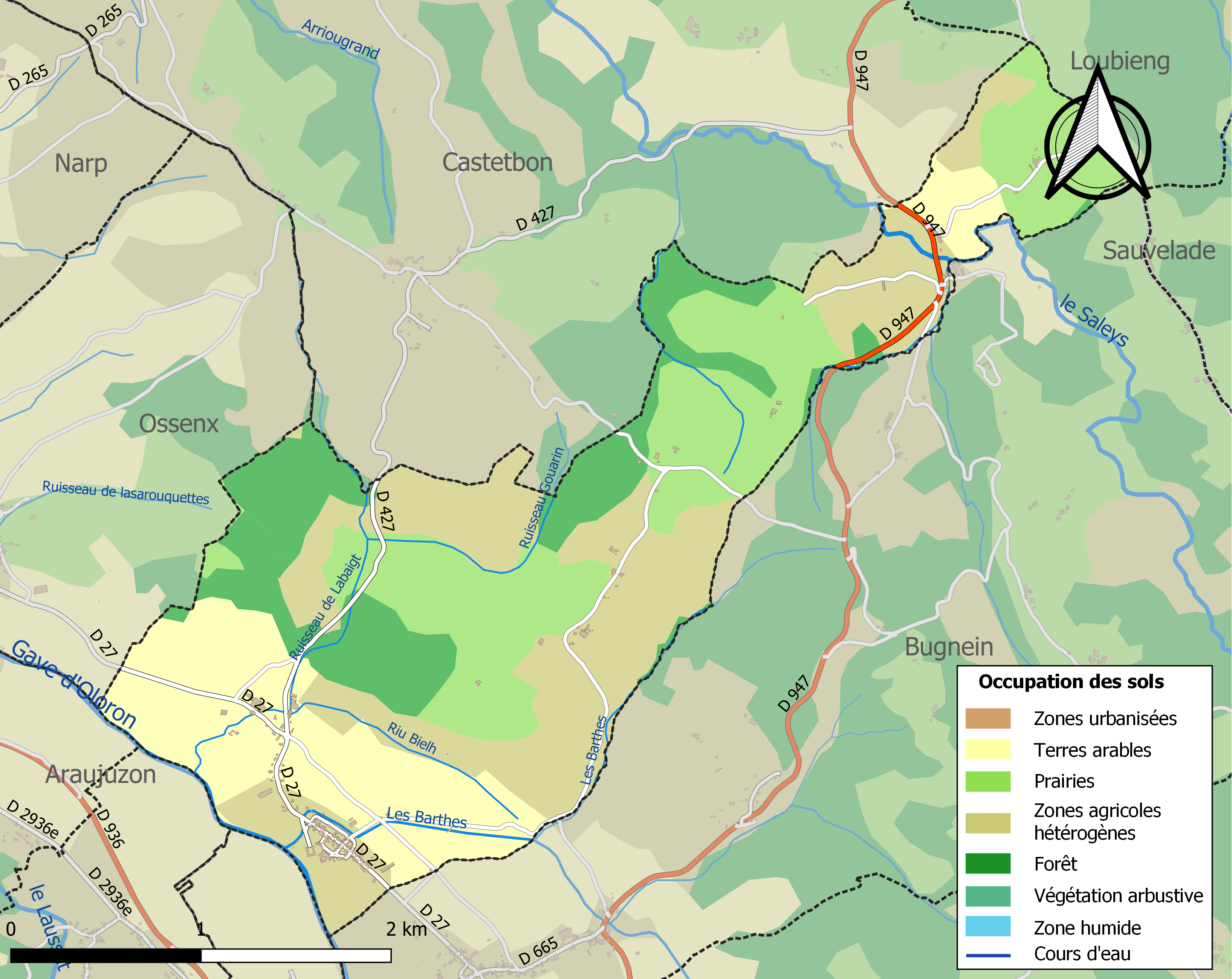
Carte des infrastructures et de l'occupation des sols de la commune en 2018 (CLC).

L'occupation des sols de la commune, telle qu'elle ressort de la base de données européenne d’occupation biophysique des sols Corine Land Cover (CLC), est marquée par l'importance des territoires agricoles (82,8 % en 2018), une proportion sensiblement équivalente à celle de 1990 (83,3 %). La répartition détaillée en 2018 est la suivante : 
zones agricoles hétérogènes (32,5 %), prairies (28,3 %), terres arables (22 %), forêts (17,2 %). L'évolution de l’occupation des sols de la commune et de ses infrastructures peut être observée sur les différentes représentations cartographiques du territoire : la carte de Cassini (XVIIIe siècle), la carte d'état-major (1820-1866) et les cartes ou photos aériennes de l'IGN pour la période actuelle (1950 à aujourd'hui).

### Lieux-dits et hameaux
Sources
- Andréou (ruines)
- Anglade
- Arées[27]
- Aureyte (fontaine d')
- Baherle
- Bendéjac
- Camous
- Camp des Maures
- Capdeville
- Les Carrérasses
- Casenave
- Castet
- Coos
- Coustet
- L'Esquille
- Geup
- Hountet
- Hourpélat
- Hourquabillé
- Hourracq
- Laborde
- Lacamoire
- Lafouillère
- Lalanne
- Mirassou
- Le Moulin
- La Pépinière
- Perdigué
- Puyalou
- Saut
- Les Vignes

### Voies de communication et transports
La commune est desservie par les routes départementales D 27 et D 427.

### Risques majeurs
Le territoire de la commune d'Audaux est vulnérable à différents aléas naturels : météorologiques (tempête, orage, neige, grand froid, canicule ou sécheresse), inondations et séisme (sismicité moyenne). Un site publié par le BRGM permet d'évaluer simplement et rapidement les risques d'un bien localisé soit par son adresse soit par le numéro de sa parcelle.
Certaines parties du territoire communal sont susceptibles d’être affectées par le risque d’inondation par une crue à  débordement lent de cours d'eau, notamment le gave d'Oloron et le Saleys. La commune a été reconnue en état de catastrophe naturelle au titre des dommages causés par les inondations et coulées de boue survenues en 1982, 1983, 2009 et 2018,.

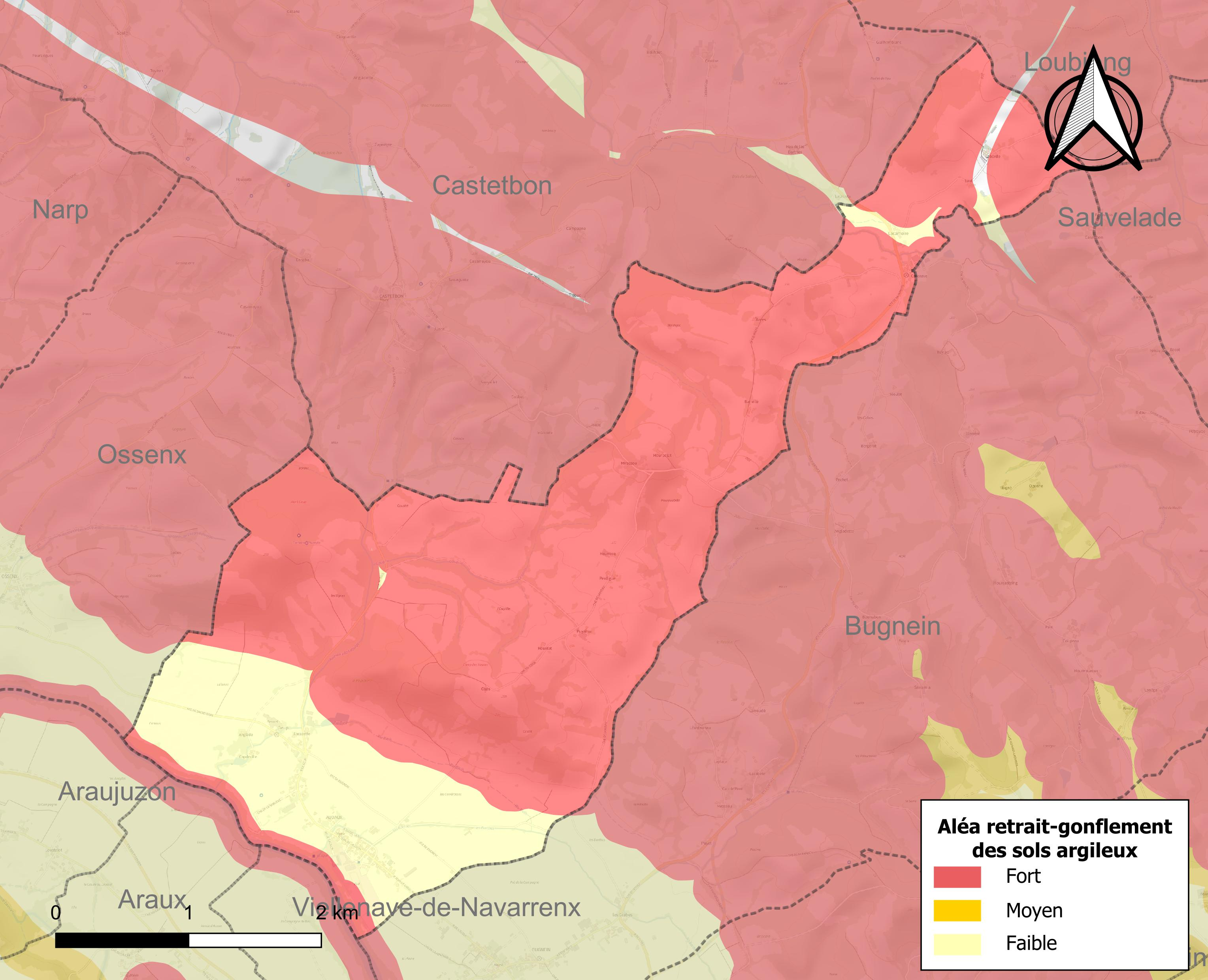
Carte des zones d'aléa retrait-gonflement des sols argileux d'Audaux.

Le retrait-gonflement des sols argileux est susceptible d'engendrer des dommages importants aux bâtiments en cas d’alternance de périodes de sécheresse et de pluie. 78,8 % de la superficie communale est en aléa moyen ou fort (59 % au niveau départemental et 48,5 % au niveau national). Depuis le 1er octobre 2020, en application de la loi ELAN, différentes contraintes s'imposent aux vendeurs, maîtres d'ouvrages ou constructeurs de biens situés dans une zone classée en aléa moyen ou fort,.

## Toponymie

### Attestations anciennes
Le toponyme Audaux apparaît sous les formes 
Aldeos, puis Aldaus (XIe siècle, d'après Pierre de Marca), 
Audaus (1178), collection Duchesne volume CXIV), 
Sent Bisentz d'Audaus (1612, insinuations du diocèse d'Oloron), 
Audaux sur la carte de Cassini (fin XVIIIe siècle) et 
Andaux (1801, Bulletin des lois).

### Étymologie
Michel Grosclaude propose comme étymologie possible un nom d'homme aquitain Aldene, augmenté du suffixe -os.

### Autres toponymes
Arées est une ferme mentionnée en 1385 (Arees, censier de Béarn) et en 1863 (Arès, dictionnaire topographique Béarn-Pays basque).
La Camoire (lo molin de La Camoere en 1571, réformation de Béarn) désignait un écart de la commune, tout comme Le Castéra, cité par le dictionnaire topographique de 1863.
Conques est un hameau et un fief, qui dépendait du bailliage de Larbaig et était vassal du marquisat de Gassion. Il est cité en 1476 sous la graphie los Conquees (notaires de Castetner), en 1686 (Conquez, réformation de Béarn) et en 1728 (Conquetz, dénombrement de Gassion).
Coos désigne une ferme, déjà citée en 1385 dans le censier de Béarn sous la forme lo Cos.
Le fief Les Marsains, relevant du marquisat de Gassion, apparaît sous les graphies 
Los Marsains (1289, titres de Camptort), 
Los Marsanhs (1376, montre militaire de Béarn), 
Los Marssaynz et les Marsans (respectivement vers 1540 et 1683, réformation de Béarn), 
Marsoinx (1719, dénombrement d’Audaux) et 
Marseings (1728, dénombrement de Gassion).

### Graphie béarnaise
Son nom béarnais est Audaus.

## Histoire
Paul Raymond note qu'en 1385 la commune dépendait du bailliage de Navarrenx et comptait 84 feux.
La baronnie d'Audaux devint une dépendance (et chef-moi) du marquisat de Gassion, érigé en 1660 pour Jean de Gassion, ancien intendant du Béarn (1640-46) et président du parlement de Navarre (à Pau), personnage fort riche mais d'une ladrerie légendaire. Il s'étendait sur les fiefs de Conques, les Marsains, les paroisses de Castetbon, Bugnein, Saint-Martin de Salies, Camu, Saint-Gladie, Munein, Orriule, Camou-Mixe (etc.), et jusqu'à Mourenx et Noguères.  (en tout une vingtaine de terres).

## Politique et administration

### Liste des maires
| Période                                  | Période   | Identité          | Étiquette | Qualité |
| ---------------------------------------- | --------- | ----------------- | --------- | ------- |
| Les données manquantes sont à compléter. |           |                   |           |         |
| juin 1995                                | mars 2014 | Marc Leprat       |           |         |
| mars 2014                                | 2020      | Charlette Laborde |           |         |
| 2020                                     | 2026      | Kattalin Quentin  |           |         |

### Intercommunalité
La commune fait partie de huit structures intercommunales :
- la communauté de communes du Béarn des Gaves ;
- le syndicat AEP de Navarrenx ;
- le syndicat d'énergie des Pyrénées-Atlantiques ;
- le syndicat de la perception de Navarrenx ;
- le syndicat des écoles de Gaveausset ;
- le syndicat intercommunal d'assainissement Audaux - Bugnein 2 AB ;
- le syndicat intercommunal des gaves et du Saleys ;
- le syndicat mixte forestier des chenaies des vallées basques et béarnaises.

Audaux est le siège du syndicat intercommunal d'assainissement Audaux - Bugnein 2 AB.

## Population et société

### Démographie
Le nom des habitants est Audauxois.
L'évolution du nombre d'habitants est connue à travers les recensements de la population effectués dans la commune depuis 1793. Pour les communes de moins de 10 000 habitants, une enquête de recensement portant sur toute la population est réalisée tous les cinq ans, les populations de référence des années intermédiaires étant quant à elles estimées par interpolation ou extrapolation. Pour la commune, le premier recensement exhaustif entrant dans le cadre du nouveau dispositif a été réalisé en 2008.

En 2022, la commune comptait 168 habitants, en évolution de +3,07 % par rapport à 2016 (Pyrénées-Atlantiques : +3,78 %, France hors Mayotte : +2,11 %).
| 1793 | 1800 | 1806 | 1821 | 1831 | 1836 | 1841 | 1846 | 1851 |
| ---- | ---- | ---- | ---- | ---- | ---- | ---- | ---- | ---- |
| 432  | 331  | 375  | 370  | 325  | 332  | 434  | 454  | 444  |

| 1856 | 1861 | 1866 | 1872 | 1876 | 1881 | 1886 | 1891 | 1896 |
| ---- | ---- | ---- | ---- | ---- | ---- | ---- | ---- | ---- |
| 457  | 415  | 401  | 395  | 382  | 408  | 420  | 376  | 372  |

| 1901 | 1906 | 1911 | 1921 | 1926 | 1931 | 1936 | 1946 | 1954 |
| ---- | ---- | ---- | ---- | ---- | ---- | ---- | ---- | ---- |
| 346  | 322  | 318  | 305  | 264  | 257  | 234  | 295  | 366  |

| 1962 | 1968 | 1975 | 1982 | 1990 | 1999 | 2006 | 2008 | 2013 |
| ---- | ---- | ---- | ---- | ---- | ---- | ---- | ---- | ---- |
| 244  | 270  | 264  | 215  | 203  | 220  | 196  | 188  | 173  |

| 2018 | 2022 | - | - | - | - | - | - | - |
| ---- | ---- | - | - | - | - | - | - | - |
| 166  | 168  | - | - | - | - | - | - | - |

C'est la commune d'Aquitaine avec le plus fort taux de population comptée à part en 2006 selon l'Insee, avec 38,0% (120 personnes pour une population totale de 316 habitants). Ce taux s'explique par la présence des établissements scolaires et éducatifs privés mixtes Sainte-Bernadette qui accueillent 110 jeunes filles et garçons en période scolaire, de la 6e à la terminale CAP.

## Économie
L'activité est principalement agricole (élevage, maïs). La commune fait partie de la zone d'appellation de l'ossau-iraty.

## Culture locale et patrimoine

### Lieux et monuments

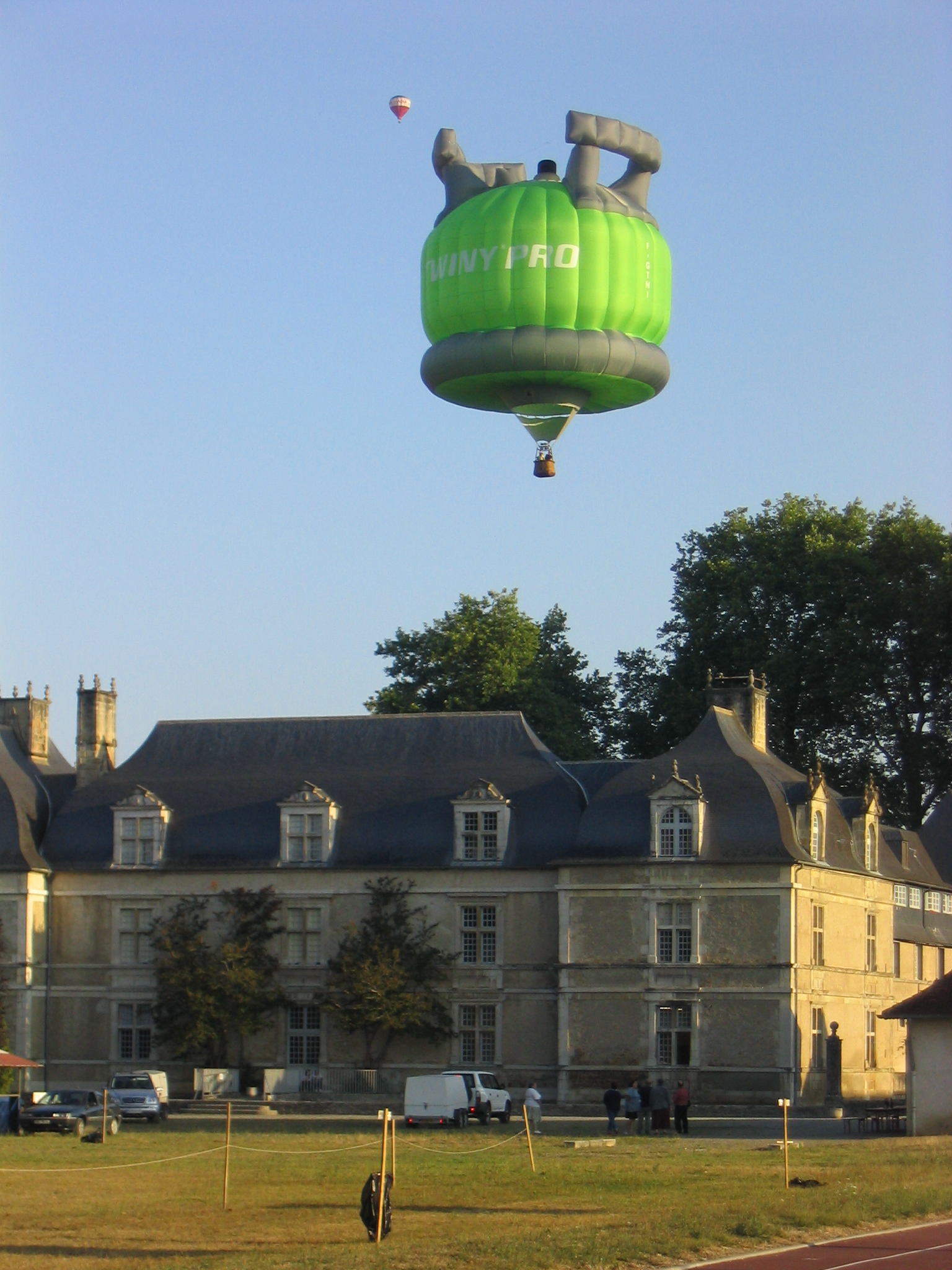
Le château dit de Gassion, survolé par deux montgolfières.

Le village accueillait depuis 1991 un rassemblement de montgolfières au cours du 2e weekend de juillet.

#### Patrimoine civil
Le château d'Audaux, dit de Gassion, date du XVIe siècle, mais il y est déjà fait mention dès 1423. Enregistré par les monuments historiques depuis 1947, ce château appartenait, depuis 1943, à la Fondation des Apprentis d'Auteuil, qui y avait installé les établissements scolaires privés mixtes Sainte-Bernadette. Il a été racheté en 2022 par l'association "Le village de François". Ce château privé peut se visiter, avec une guide historienne, durant la journée du patrimoine (2e dimanche de septembre).

#### Patrimoine religieux
L’église d’Audaux est dédiée à Vincent de Saragosse.[réf. nécessaire]

### Personnalités liées à la commune
Isaac de Portau, dit Porthos, est un militaire français né à Pau le 2 février 1617 et mort à une date inconnue. Il a inspiré à Alexandre Dumas le personnage fictif de Porthos dans le roman Les Trois Mousquetaires. Il vient d'une famille protestante du Béarn, originaire d'Audaux.
Jean de Gassion et Pierre de Gassion son fils, seigneurs et marquis du lieu, furent présidents au Parlement de Navarre.

## Pour approfondir